# Communauté de communes de la Planèze
La communauté de communes de la Planèze est, depuis le 1er janvier 2017, une ancienne communauté de communes française, située dans le département du Cantal et la région Auvergne-Rhône-Alpes.

## Historique
Le 7 mars 2016, la commission départementale de coopération intercommunale du Cantal, réunie pour examiner le projet de schéma départemental de coopération intercommunale, propose, après examen des amendements, de fusionner la communauté de communes de la Planèze avec les communautés de communes de Caldaguès-Aubrac, du Pays de Pierrefort-Neuvéglise et du Pays de Saint-Flour Margeride.
Les communes et communautés de communes concernées ont validé cette proposition (voir annexe 1 de l'arrêté de création). La communauté de communes fusionne le 1er janvier 2017 au sein de Saint-Flour Communauté.

## Territoire communautaire

### Géographie
Elle est située sur la Planèze de Saint-Flour.

### Composition
Elle regroupait les 6 communes suivantes :
| Nom           | Code Insee | Gentilé     | Superficie (km2) | Population (dernière pop. légale) | Densité (hab./km2) |
| ------------- | ---------- | ----------- | ---------------- | --------------------------------- | ------------------ |
| Ussel (siège) | 15244      | Usselais    | 10,34            | 477 (2014)                        | 46                 |
| Andelat       | 15004      | Andelatais  | 21,05            | 462 (2014)                        | 22                 |
| Coltines      | 15053      | Coltinois   | 19,02            | 453 (2014)                        | 24                 |
| Rézentières   | 15161      |             | 13,29            | 115 (2014)                        | 8,7                |
| Talizat       | 15231      | Talizatois  | 37,62            | 586 (2014)                        | 16                 |
| Valuéjols     | 15248      | Avalojilois | 38,51            | 561 (2014)                        | 15                 |

### Démographie
| 2009 | 2012  | 2013  |
| ---- | ----- | ----- |
| -    | 2 649 | 2 650 |

## Administration

### Siège
Le siège de la communauté de communes de la Planèze est situé à Ussel.

### Les élus
Le conseil communautaire de la communauté de communes de la Planèze se compose de 17 membres représentant chacune des communes membres et élus pour une durée de six ans.
Ils sont répartis comme suit :
| Nombre de délégués | Communes                                     |
| ------------------ | -------------------------------------------- |
| 2                  | Rézentières                                  |
| 3                  | Andelat, Coltines, Talizat, Ussel, Valuéjols |

### Présidence
Le président de la communauté de communes est Philippe Échalier, maire de Rézentières.